# Cuevas de aragonito de Zbrašov
Las cuevas de aragonito de Zbrašov (en checo: Zbrašovské aragonitové jeskyně) son un monumento natural nacional en Teplice nad Bečvou en la región de Olomouc, República Checa. El principal objeto de protección son importantes zonas kársticas hidrotermales de Europa. Incluyen las cuevas de aragonito, así como los bosques circundantes. Descubiertas en 1912 y abiertas al público en 1926, las cuevas fueron creadas tanto por aguas superficiales como por manantiales subterráneos de aguas minerales ricas en dióxido de carbono que se utilizan en los balnearios del cercano pueblo y balneario de Teplice nad Bečvou.
Las cuevas están llenas de formaciones de estalagmita y aragonito que recuerdan a géiseres y rosquillas, y los niveles inferiores de la cueva están llenos de dióxido de carbono. La temperatura se mantiene en torno a los 14 °C durante todo el año, y las cuevas son los lugares subterráneos más cálidos de la República Checa.

## Ubicación

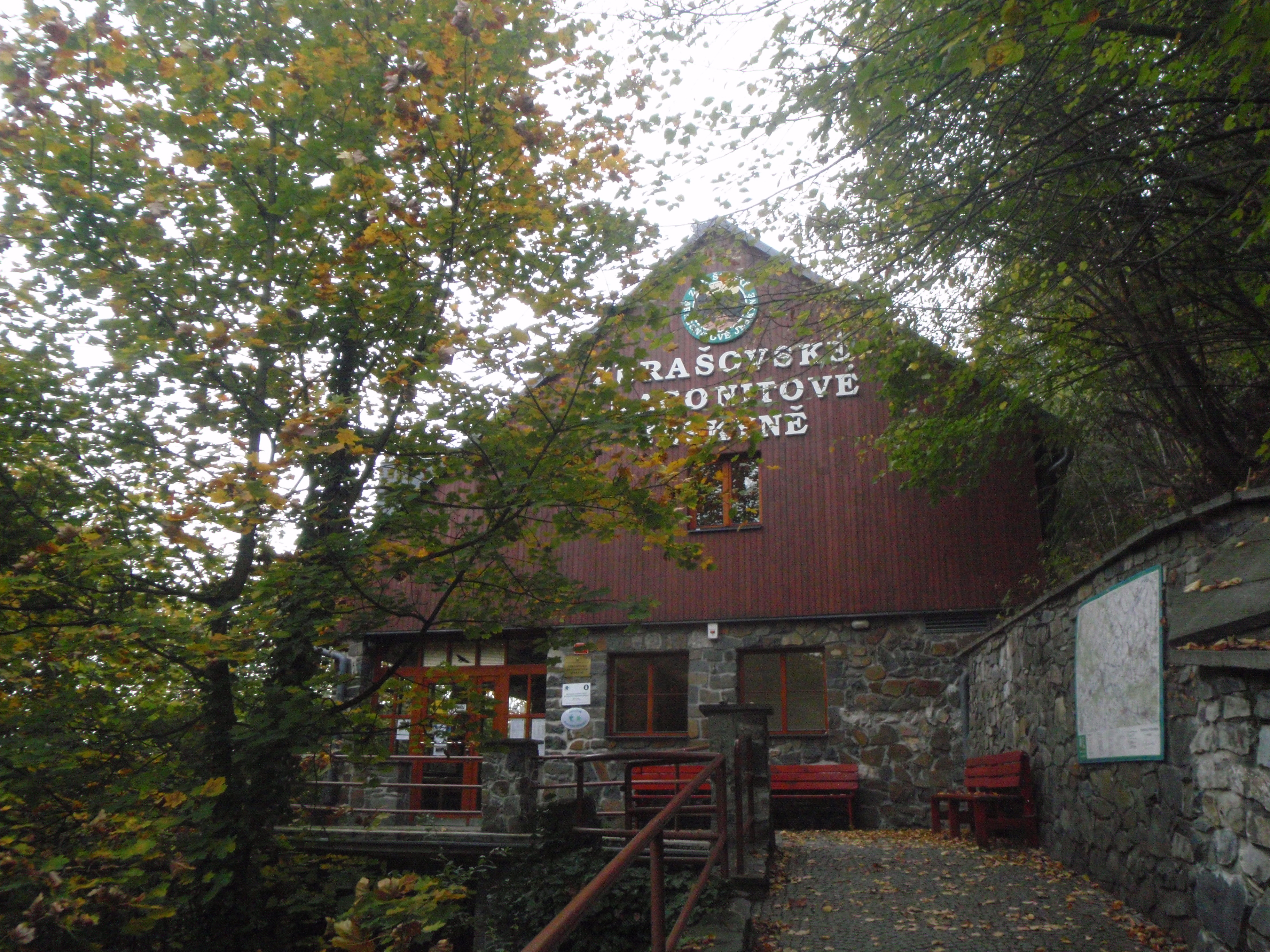
Edificio administrativo principal

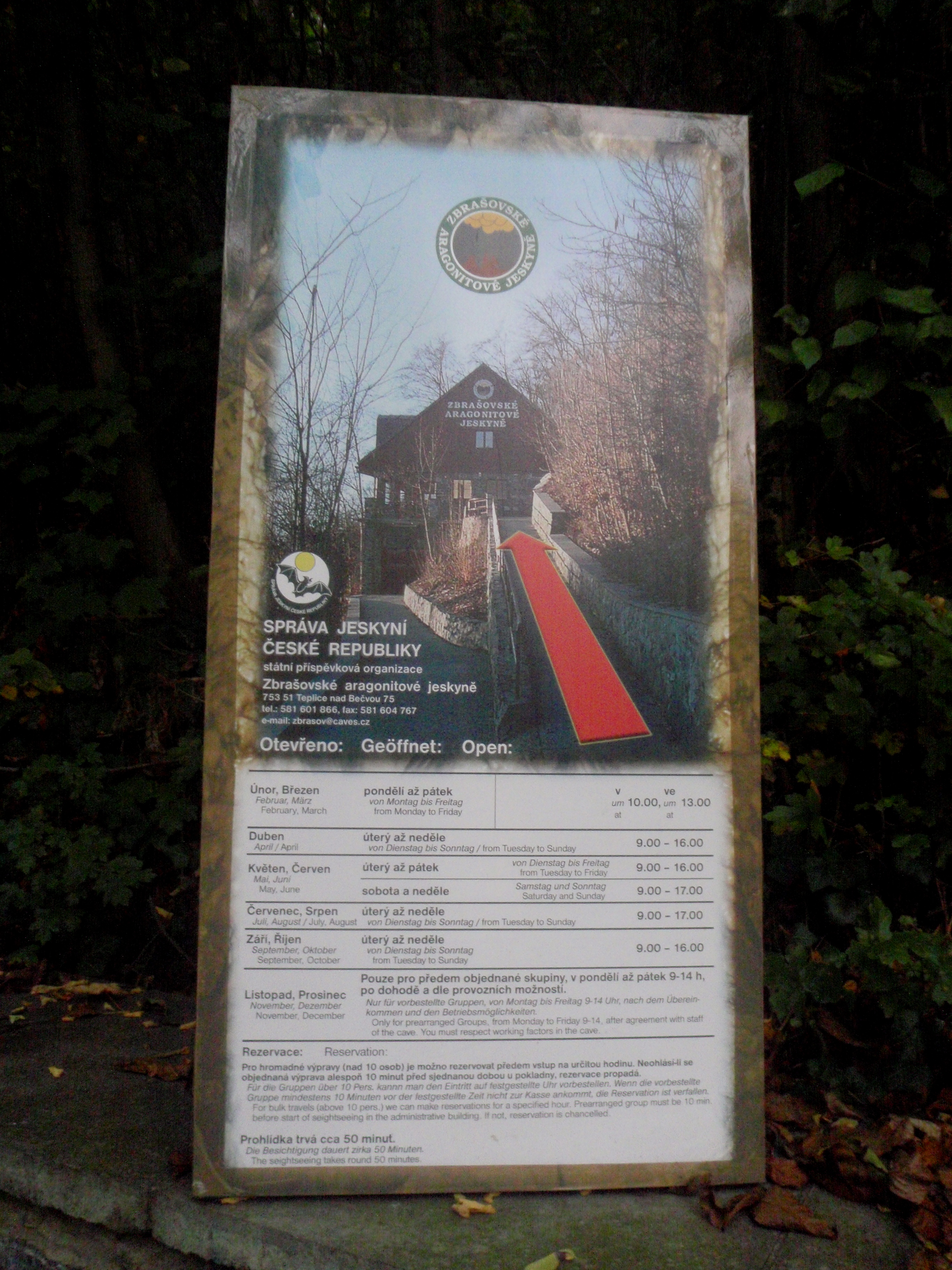
Panel informativo sobre el sistema de cuevas.

Las cuevas de aragonito de Zbrašov se encuentran a orillas del río Bečva, a una altitud de 250 a 310 m sobre el nivel del mar. Las cuevas se encuentran al otro lado del río Bečva, en la Reserva Natural Nacional de Hůrka. Forman parte de una gran zona kárstica que también incluye el Abismo de Hranice, que es la fosa más profunda de la República Checa.
Gran parte de las construcciones del territorio eran del siglo XVI e incluían el complejo del balneario, que se fue modificando gradualmente hasta convertirse en un parque urbano seminatural cuyas instalaciones técnicas (áreas de descanso, carreteras, ferrocarril) se encuentran actualmente en un estado de abandono.
En la zona también hay edificios construidos con diversos fines. Entre ellos figuran una pequeña capilla dedicada a San Peregrino, la fuente pública de Kropáčová, la villa de Ladislav Říhovský (monumento cultural de la República Checa) y otros edificios.
Muchos de los edificios de la zona amenazan el sistema kárstico. Se están realizando trabajos para conectarlos a un sistema de alcantarillado y retirar todos los tanques sépticos y los pozos ciegos.
En la República Checa se conocen hasta el momento cerca de 4.000 cuevas. Todas las cuevas están protegidas por la Ley n.º 114/1992 Sb. sobre la protección de la naturaleza y el paisaje. Las cuevas de aragonito de Zbrašov se encuentran entre las 14 cuevas abiertas al público.

## Características naturales

### Geología

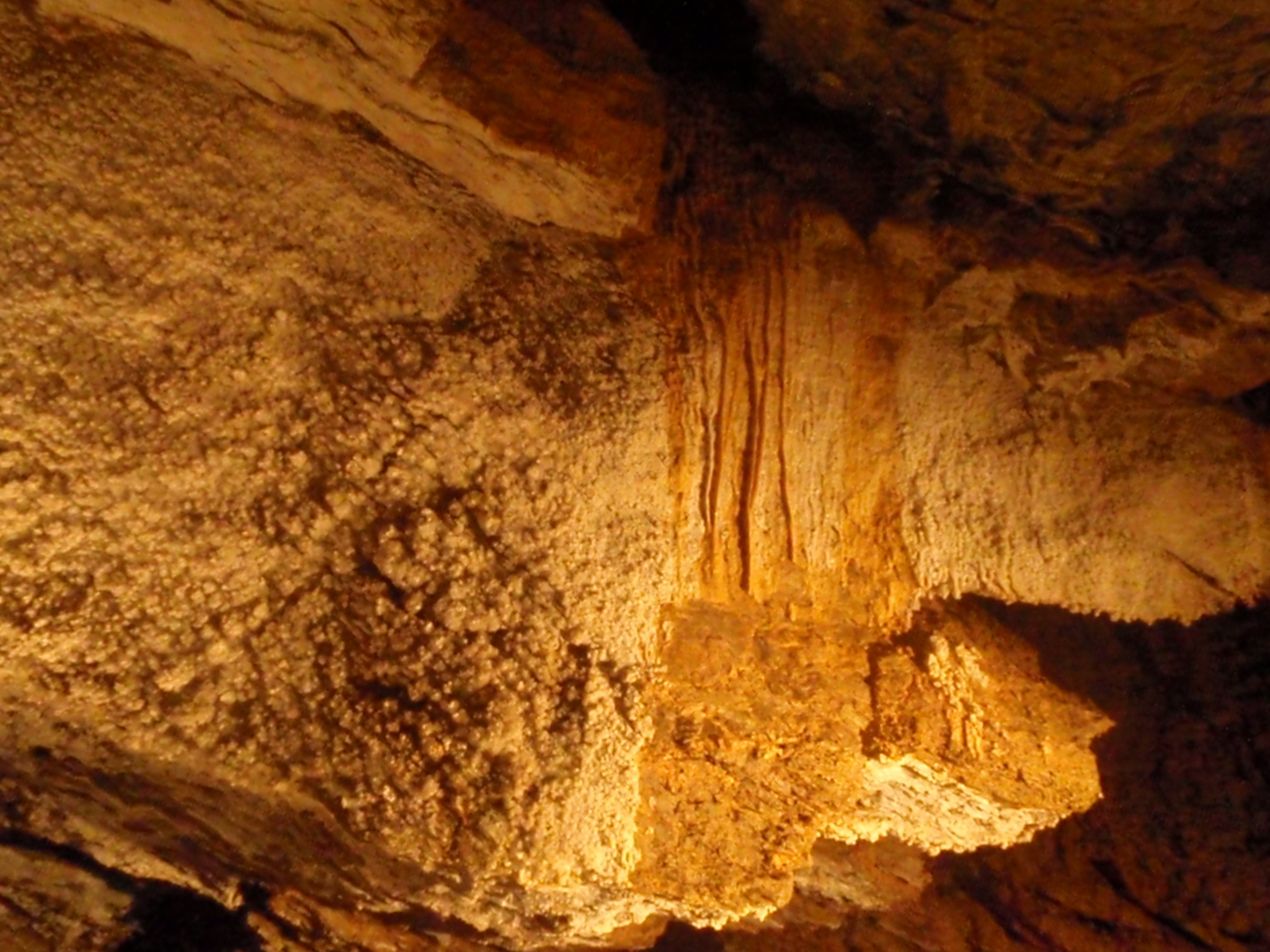
Cortina de aragonito y calcita

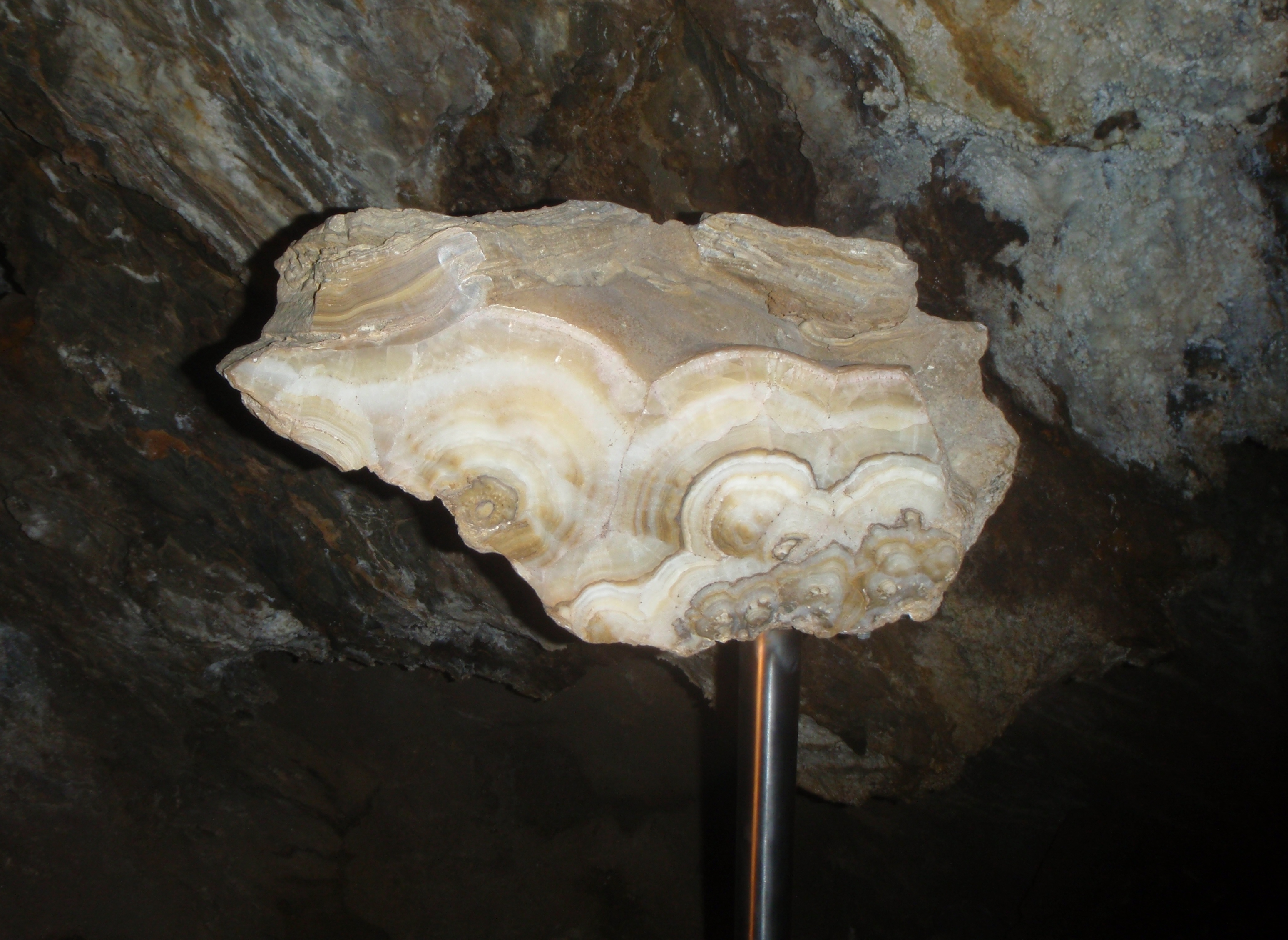
Sección longitudinal de formaciones de calcita.

La geología de la zona está formada por grandes bloques de roca. Los valles son cortos y se forman a lo largo de las fallas entre estos bloques. Hay una capa de caliza devónica de más de 500 m de espesor. Está cubierta por una capa más joven de sedimentos miocenos.
Según la estructura geomorfológica de la República Checa, estos pequeños territorios especialmente protegidos forman parte de la sección de Maleník de las estribaciones de Silesia-Moravia. Maleník es un altiplano escarpado compuesto por grauvacas de Culm, areniscas y pizarras, calizas devónicas y sedimentos miocenos. El altiplano se caracteriza por ser un horst con buzamiento hacia el SE y estructura interna de bloques. Los valles son cortos, en su mayoría basados en fallas.
Las cuevas se desarrollaron a partir de dos procesos kársticos completamente distintos. El primero fue la disolución por aguas superficiales que penetraron en la roca a través de grietas en la caliza y crearon grandes espacios subterráneos. El segundo fue la deposición a partir de agua mineral caliente saturada que subía desde profundidades de hasta 2 km. El aragonito y la calcita de la cueva están formados principalmente por carbonato cálcico. Éste puede cristalizar de tres formas. La primera es la calcita mineral, que es la más común y consiste en rellenos de cuevas, como estalactitas, estalagmitas, depósitos de sinterización y valvas. Hay estalagmitas de géiser que tienen forma cónica y varias decenas de centímetros de altura. No se encuentran en ningún otro lugar del mundo. El segundo tipo de carbonita cálcica es el aragonito. Forma cristales blancos en forma de aguja. Se desprende agua y dióxido de carbono. La vaterita, la tercera y más rara forma de carbonato cálcico, no está presente.

### Hidrología

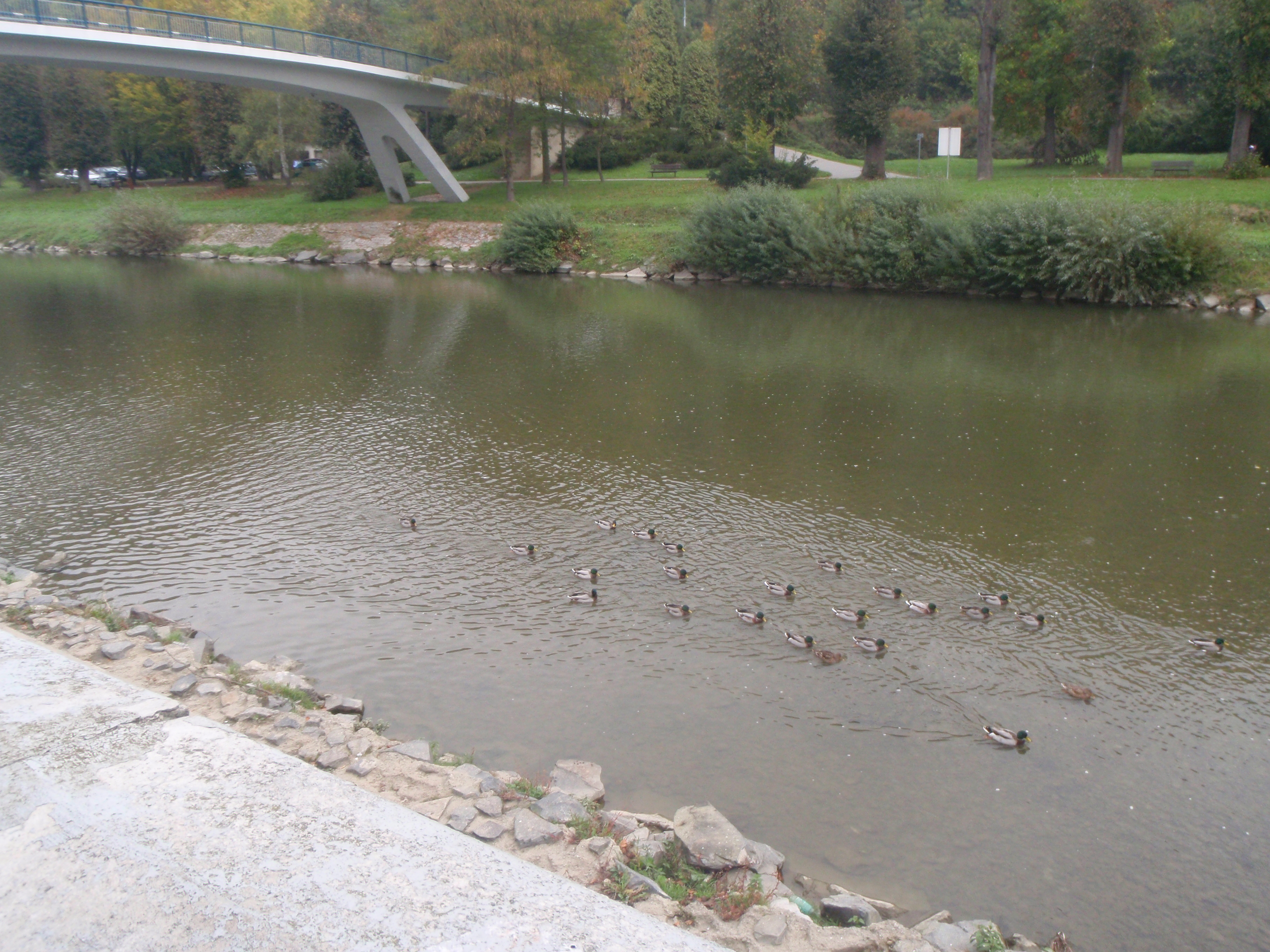
El río Bečva en Teplice nad Bečvou

La zona está drenada por el Bečva, que desemboca en el Morava. Cuando las lluvias duraderas e intensas elevan el nivel de las aguas, pueden provocar el desbordamiento del río e inundar las cuevas. Las inundaciones más devastadoras de Moravia se produjeron en 1997, del 5 al 16 de julio. Las aguas de la inundación penetraron en la cueva y en el último espacio seco (Sala de Mármol). Esto elevó los niveles de los lagos minerales y provocó un aumento de gas en las cuevas situadas a mayor altura. 
El aumento de la concentración de dióxido de carbono en el recorrido de los visitantes se solucionó instalando un dispositivo especial de succión que mantiene la composición del aire en los valores establecidos por la Administración Estatal de Minas (hasta un 1% de dióxido de carbono). La extraordinaria situación hidrológica también provocó la interrupción del equipo técnico, pero sin dañar el estado de conservación de las cuevas.
El contenido de dióxido de carbono en el agua es de hasta 3292 mg/l, la temperatura media es de 22,5 °C. El Balneario Teplice nad Bečvou e utiliza el agua para tratamientos de spa de rehabilitación en enfermedades oncológicas, enfermedades del sistema circulatorio, trastornos del metabolismo y de las glándulas endocrinas.

### Clima
El clima de la región es moderadamente cálido - región climática MT10 (clasificación de Quittová), que se caracteriza por veranos largos, cálidos y ligeramente secos, corto período de transición con primavera ligeramente cálida y otoño ligeramente cálido, invierno corto y muy seco, con una capa de nieve de corta duración. Anualmente cae una media de 700 mm de precipitaciones y la temperatura media anual del aire es de 7 °C. La capa de nieve dura una media de 50-60 días al año.

### Microclima

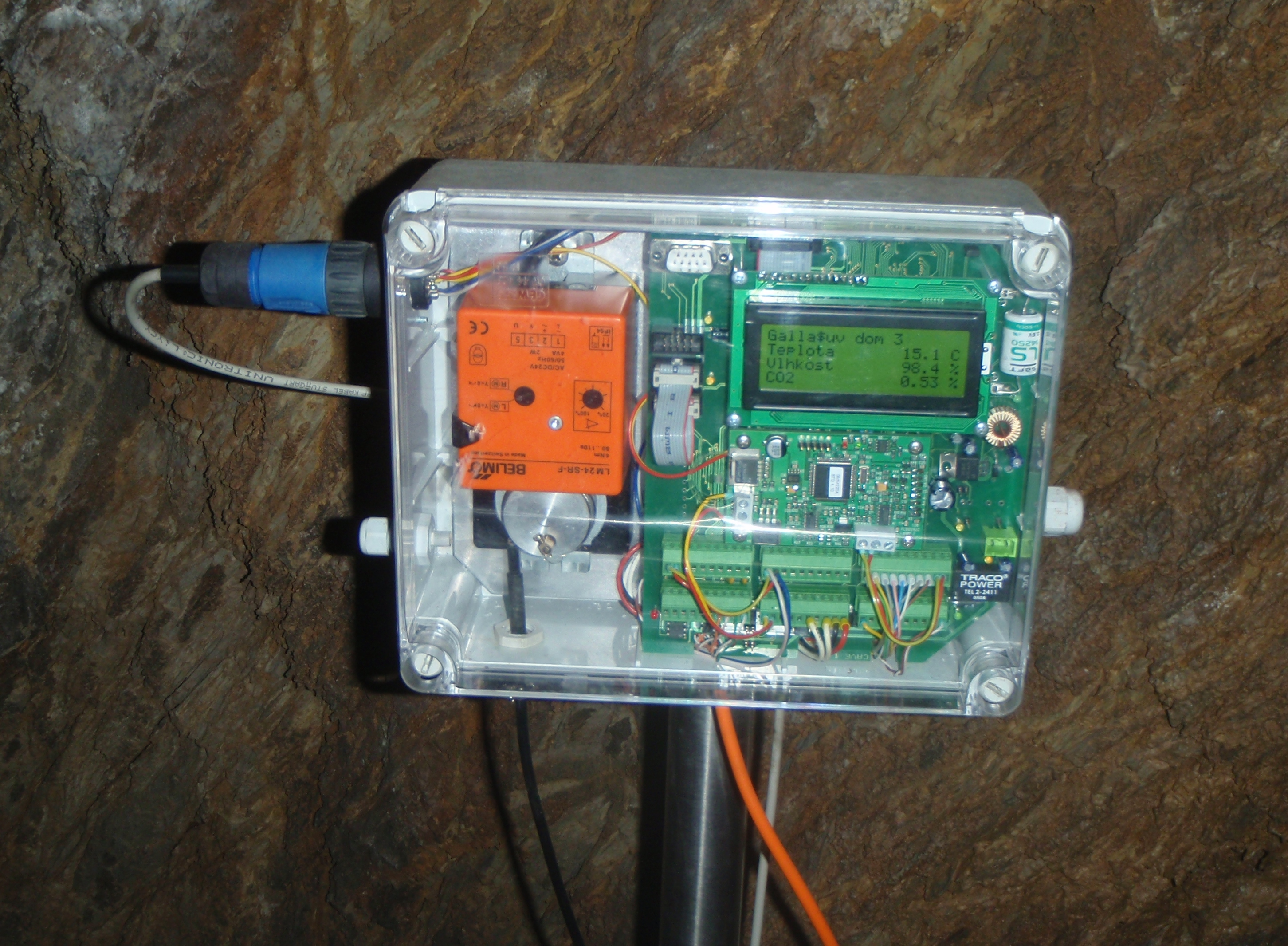
Dispositivo utilizado para medir la concentración de dióxido de carbono.

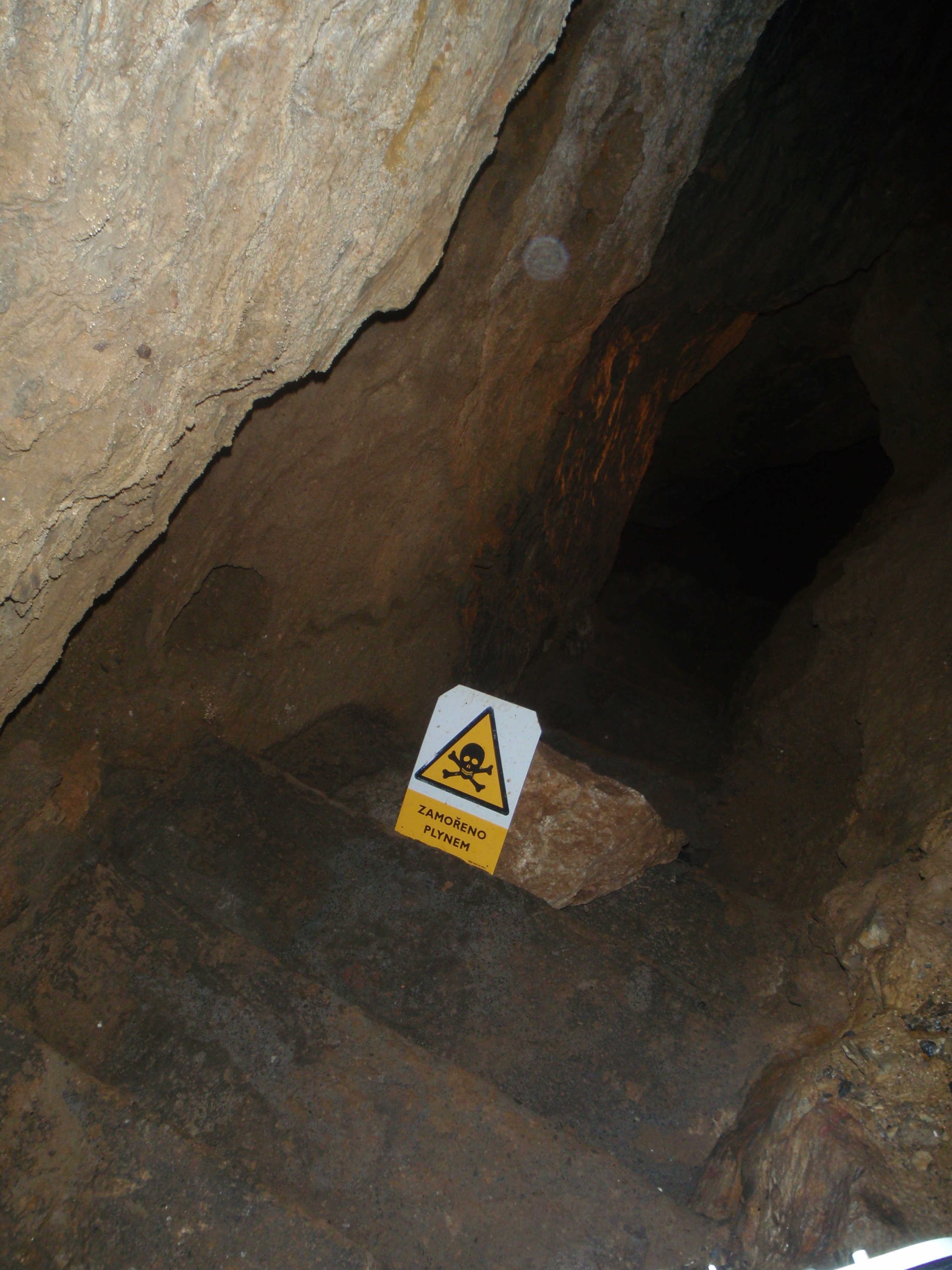
Un lago de gas

El proceso kárstico da lugar a un microclima único en las cuevas, caracterizado principalmente por manantiales y dióxido de carbono en las partes bajas de la zona de cuevas, lo que crea depósitos de gas. Algunas de las partes inferiores de las cuevas están llenas de dióxido de carbono permanentemente. La concentración de dióxido de carbono en la cueva suele alcanzar el 40% en volumen; más del 8-10% es mortal para el ser humano. Por ello, una parte integral de las medidas de seguridad es la medición diaria del dióxido de carbono y la adaptación de trabajadores y visitantes a la situación.
El dióxido de carbono se origina a gran profundidad a unos 40 kilómetros bajo la superficie. El dióxido de carbono sale de las profundidades a lo largo de las fallas profundas hacia la superficie, ya sea formando gas seco en mofetas o disolviéndose en el agua mineral.
Las cuevas son las más cálidas de la República Checa, con una temperatura anual de 14 °C. La humedad relativa es aproximadamente del 98%.

### Flora
La superficie de la zona protegida está cubierta en su mayor parte por un dosel forestal, que tiene una composición arbórea casi natural. Crece un bosque mixto compuesto por roble de invierno (Quercus petraea), hayas (Fagus sylvatica), carpes comunes (Carpinus betulus), sicomoros (Acer pseudoplatanus), fresnos de abeto (Fraxinus excelsio), arces (Acer platanoides), tilo de hoja pequeña (Tilia cordata), a veces abeto real (Picea abies) y abeto común (Abies alba). De vez en cuando se encuentran algunos olmos de montaña (Ulmus glabra).
En el pasado, estos bosques se vieron afectados negativamente por la gestión forestal, como la tala y la posterior plantación de abetos.
El entorno local específico crea condiciones favorables para la existencia y el desarrollo de varias especies vegetales amenazadas. Las principales especies que se encuentran allí son: el polípodio (Polypodium interjectum) - especie C2 muy amenazada, el lirio de Martagón (Lilium martagon) - especie C4 que requiere atención, el bromo velloso (Bromus ramosus) - especie C3 amenazada, y el perifollo brillante (Anthriscus nitida).
En cuanto a las especies arbóreas no autóctonas, actualmente se encuentra la acacia negra (Robinia pseudoacacia), y es necesario talarla continuamente. La acacia tiene una fuerte tendencia a extenderse y produce sustancias químicas que suprimen el crecimiento de las plantas autóctonas, que son sustituidas por tipos nitrófilos, como la ortiga (Urtica dioica), que degrada la zona. Además, la Reynoutria aparece allí y se extiende rápidamente, desplazando a las especies autóctonas y acidificando el suelo. Se elimina varias veces al año con herbicidas a base de glifosato.

### Fauna
Hay pocos animales voladores en las cuevas de aragonito debido a las altas temperaturas durante todo el año, pero ocasionalmente aparecen murciélagos de herradura menores (Rhinolophus hipposideros ), especie C1 en peligro crítico de extinción, pipistrelle común (Pipistrellus pipistrellus), especie C2 en alto peligro de extinción, la pipistrelle soprano ( Pipistrellus pygmaeus), especie C2 en alto peligro de extinción, y el murciélago serotino (Eptesicus serotinus), especie C2 en alto peligro de extinción.

## Protección
Hasta 1991, la cueva era administrada por el Instituto Regional de la Patria en Olomouc. Desde 1991 las cuevas están bajo la administración de la Agencia de Protección de la Naturaleza y el Paisaje de la República Checa y desde 2006 también de la Administración de Cuevas de la República Checa, organizaciones del Ministerio de Medio Ambiente de la República Checa.
Un gran problema es el daño que causan a la aragonita los organismos de las fibras textiles que se encuentran en las ropas de los visitantes. Los organismos provocan la decoloración de las agujas blancas de aragonito y su posterior descomposición, pero existen posibles soluciones para abordar el problema. Otros impactos negativos en la asistencia a la decoración kárstica son: las sustancias extrañas liberadas por la respiración, la liberación de polvo, pelo, fibras textiles y el aumento de la temperatura del aire causada por la temperatura corporal de los visitantes. Es necesario mantener el orden de los visitantes y un número limitado de visitantes en grupos. Las algas y el musgo han crecido en lugares con iluminación permanente cerca de las rutas de los visitantes. Estos crecimientos se eliminan dos veces al año con una solución de hipoclorito de sodio.

## Turismo
La ruta puesta a disposición del público es un túnel de 375 m de longitud y la visita a la cueva dura 50 minutos. 60.000 personas visitan las cuevas cada año.
La visita a la cueva comienza en un espacio llamado Sala de Juntas. Su nombre se debe a la roca afilada que hay en el centro, que recuerda a un atril. Además, un círculo rodea las estalagmitas de géiser. Otro pequeño rincón llamado U Antonícka, se asemeja a una pequeña figura de piedra en forma de saliente. La siguiente es la sala Koblihová que es única en ella se encuentran formaciones en forma de rosquilla en las paredes formadas por la deposición de capas de calcita pura mezclada con óxidos de hierro. La siguiente parada que espera a los visitantes es la catedral Gallas, que lleva el nombre del escritor y nativo de Hranice JHA Gallas, que vivió entre 1756 y 1840. Alrededor de la cascada hay espacios con clásicas formaciones de estalactitas y se continúa el recorrido por los lagos. Un espacio adicional se llama Jurikův Dome y se encuentra en la pared de roca llamada cortina de aragonito. El último espacio es la Sala de Mármol, que se utiliza para exposiciones y conciertos de música de cámara.

## Otras lecturas
- Baier, Johannes (2021): Die Zbraschauer Aragonithöhle en Mähren . - En: Fossilien 38(3): 47–54.